# زاغه (دهگلان)
زاغه (دهگلان) ۵۳ خانوار و ۱۸۸ نفر بر اساس سرشماری سال ۹۵، روستایی از توابع بخش بلبان آباد شهرستان دهگلان در استان کردستان ایران است. این روستا دارای حدود ۳۵حلقه چاه عمیق و چندین گاوداری دامداری مرغداری صنعتی و نیمه صنعتی است و دارای بهترین اراضی کشاورزی است و دارای گاز آب و برق است مدرسه ابتدایی ان پیش ساخته بوده و فاقد خانه بهداشت ساختمان دهیاری و جاده مناسب است دارای سه نفر شورا و یک نفر دهیار می‌باشد

## جمعیت
این روستا در دهستان ایلان جنوبی قرار دارد و براساس سرشماری مرکز آمار ایران در سال ۱۳۸۵، جمعیت آن ۱۷۹ نفر (۳۶خانوار) بوده‌است.